# Ingvar Kamprad Designcentrum

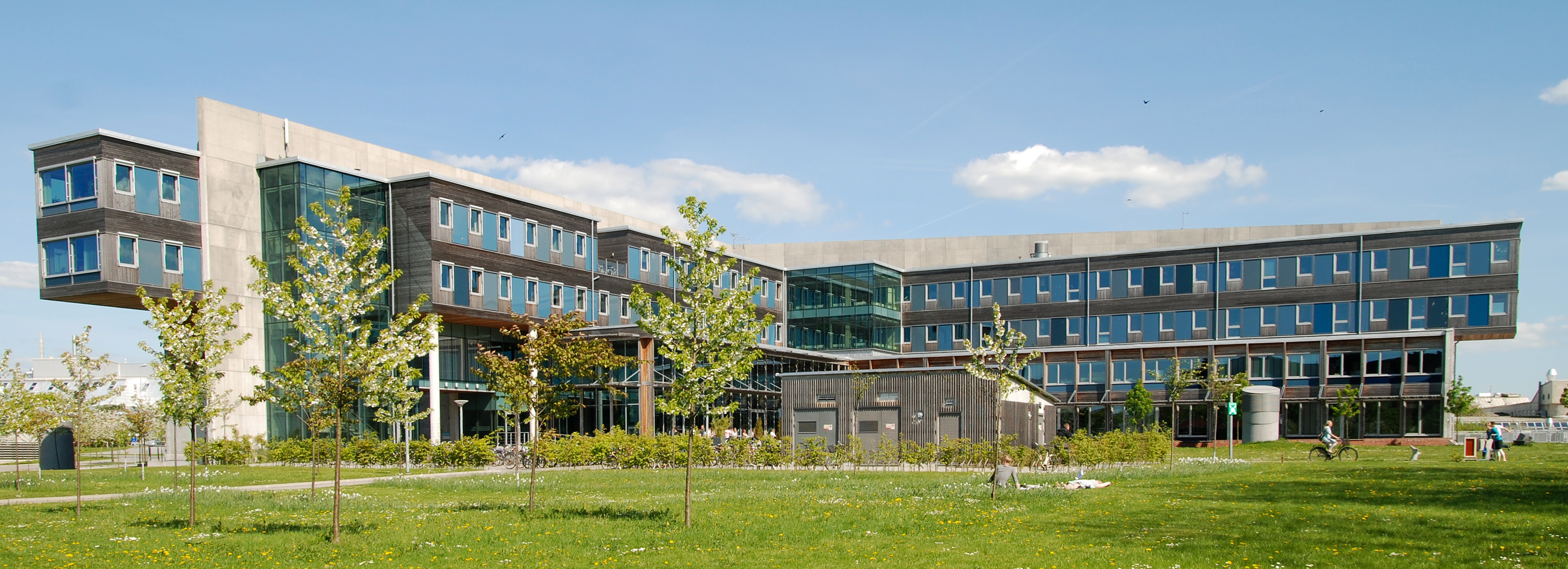
Ingvar Kamprad Designcentrum, Sölvegatan 26, Lund

Ingvar Kamprad Designcentrum (förkortat IKDC eller Designcentrum) är en byggnad på Lunds Tekniska Högskola vid Lunds universitet, ritad av arkitekt Gunilla Svensson och projekterad av FOJAB arkitekter genom Bernt Borgestig med flera. IKDC invigdes 2002 och nominerades till Mies van der Rohe-priset 2002 och Årets byggen 2002.  
IKDC rymmer Institutionen för designvetenskaper, Industridesignskolan och flera forskningslaboratorier såsom Virtual Reality-, Usability-, Rapid Prototyping-, aerosol-, klimat- och mekaniklaboratorier. 
IKDC är resultatet av Stichting Ikea Foundations satsning för att stötta utbildning i industridesign vid Lunds Tekniska Högskola.